# Gonapodasmius okushimai
Gonapodasmius okushimai är en plattmaskart. Gonapodasmius okushimai ingår i släktet Gonapodasmius och familjen Didymozoidae. Inga underarter finns listade i Catalogue of Life.